# Thao (jezik)
Thao jezik (chui-huan(tj:水番), chuihwan, sao, sau, shao, suihwan, vulung; ISO 639-3: ssf), jedan od tajvanskih jezika kojim govori narod Thao blizu jezera Sun Moon na Formozi. 
U novije se vrijeme njime služi tek nekoliko osoba (6; 2000 S. Wurm) od 248 etničkih pripadnika (1989). Etnička grupa gubi identitet s plemenom Bunun, a prvi jezik postaje mandarinski [cmn]. Dva dijalekta: brawbaw, shtafari.
Thao se nekada klasificirao kao jedaon 17 jezika nepriznate pajvanske skupine, a danas skupini western plains, podskupina thao, čiji je jedini predstavnik.

## Vanjske poveznice
- Ethnologue (14th)
- Ethnologue (15th)